# Асанович, Сретен
Сретен Асанович (Сретен Асановић, Sreten Asanović) (22.02.1931-03.06.2016) — югославский и черногорский писатель.
Родился в селе Доньи-Кокоти (сейчас — предместье Подгорицы). В 13-летнем возрасте состоял членом Зетовского отряда Народно-освободительной армии Югославии.
Окончил педагогическое училище по специальности «дошкольное воспитание» и Учительский институт.
Сотрудничал с журналом «Омладински покрет», писал кинообозрения и вёл колонку «Из жизни знаменитостей». Там же в 1953 году напечатал свой первый рассказ.
В 1957—1960 гг. главный редактор журнала «Сусрети» в Титограде (Подгорица). В 1960—1962 гг. редактор журнала «Oslobođenje» в г. Сараево. С 1963 по 1965 год первый главный редактор журнала «Оджек». В 1965—1972 гг. секретарь Комиссии по культуре и искусству (Белград).
С 1973 по 1989 год главный редактор журнала «Стваранье» (Титоград).
Президент Союза писателей Черногории (1973—1976), вице-президент (1976—1979) и президент (1979—1981) Союза писателей Югославии.
Член Академии наук и искусств Республики Черногория.
Книги:
- Дуги тренуци (Длинные мгновения), Цетине, Народна книга, 1956
- Ни гледай у сунце (Не смотри на солнце), Цетине, Обод, 1960.
- Игра ватром (Игра с огнём), Сараево, Светлост, 1966.
- Лиепа Смерт (Прекрасная смерть). Титоград, 1971.
- Опойно пице (Ядовитый напиток), Белград, 1977.
- Ноц на голом бреду (Ночь на голом холме), Загреб, Младост, 1980.
- Путник. Цетине, Дигнитас, 1994.
- Мартири и пелегрини (Мученики и паломники). Ульчин, Плима, 2000.
- Избранное в 4 томах. Ульчин, Плима, 2003.
- Кратке прице (Рассказы). Цетине-Подгорица, 2015.

В журнале «Иностранная литература», 1977 год, № 7, опубликованы рассказы «Полынь в цвету» и «Игра» (перевод А.Романенко).
Литературные премии:
- «Тринадцатое июля» (высшая литературная награда Черногории) — 1972 год, за книгу «Прекрасная смерть».
- «Освобождение Титограда» — за книгу «Игра с огнём», 1967 год.
- Премия Горана за лучшую книгу на сербохорватском языке («Ночь на голом холме», 1981 год.
- Премия Союза писателей Черногории за сборник рассказов «Долгие мгновения», 1957 год.

Награжден орденом Братства и Единства с золотым венком, 1976 г.